# Rostnackad yuhina
Rostnackad yuhina (Yuhina occipitalis) är en asiatisk bergslevande fågel i familjen glasögonfåglar inom ordningen tättingar.

## Utseende och läte
Rostnackad yuhina är en rätt stor (12–14 cm), gråbrun yuhina med smal och spetsig näbb. Den har grå och hög tofs, tydlig vit ögonring, ett svart mustaschstreck och är roströd på tygeln, i nacken och på undergumpen. Strupe och bröst är vinrosa medan ryggen är brun. Sången är en svag, enkel och ljus ramsa medan lätena är nasala och elektriska.

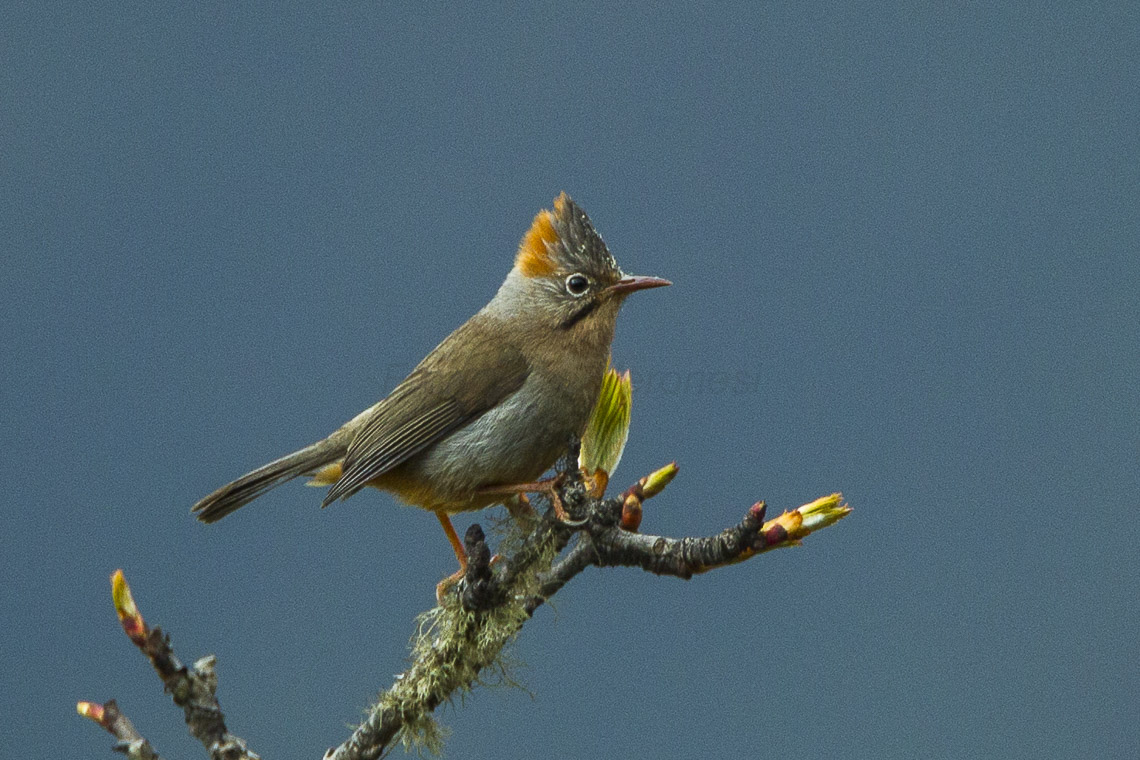
Rostnackad yuhina i Bhutan.

## Utbredning och systematik
Rostnackad yuhina delas in i två underarter med följande utbredning:
- Yuhina occipitalis occipitalis – förekommer i östra Himalaya (Nepal till sydöstra Tibet och norra Assam)
- Yuhina occipitalis obscurior – förekommer från nordöstra Myanmar (Kachin State) till södra Kina (nordvästra Yunnan)

Liksom alla yuhinor behandlades arten tidigare som en del av familjen timalior.

## Levnadssätt
Rostnackad yuhina hittas i städsegrön skog, skogskanter och ungskog i bergstrakter på mellan 1830 och 2440 meters höjd, vintertid ner till 1220 meter. Den intar mest insekter sommartid, vintertid även bär. Den har också setts besöka rhododendronblommor på jakt efter nektar och troligen även insekter. Den häckar mellan april och juni på Indiska subkontinenten och bygger ett skålformat bo som placeras i mossa eller hänglav eller hängs från en gren. Fågeln lägger två eller fler ägg.

## Status och hot
Arten har ett stort utbredningsområde , men tros minska i antal på grund av habitatförstörelse, dock inte tillräckligt kraftigt för att den ska betraktas som hotad. IUCN kategoriserar därför arten som livskraftig (LC). Världspopulationen har inte uppskattats men den beskrivs som vanlig i Nepal, Bhutan, Myanmar och Kina, och ovanlig till vanlig i Indien.

## Namn
Yuhina kommer av namnet Yuhin för skäggyuhina på nepalesiska.